# Bryconamericus ternetzi
Bryconamericus ternetzi är en fiskart som beskrevs av Myers 1928. Bryconamericus ternetzi ingår i släktet Bryconamericus och familjen Characidae. Inga underarter finns listade.